# Wsewolod Alexandrowitsch Jegorow
Wsewolod Alexandrowitsch Jegorow (russisch Всеволод Александрович Егоров; * 12. Dezember 1930 in Moskau; † 7. September 2001 in Sotschi) war ein russischer Physiker, Mathematiker und Hochschullehrer.

## Leben
Jegorow studierte an der mechanisch-physikalischen Fakultät der Universität Moskau (MGU). Zusammen mit Timur Magometowitsch Enejew organisierte er einen Arbeitskreis für Kosmonautik, der 1953 ein Fakultätsseminar wurde. 1953 schloss er das Studium ab, worauf ihn Arkadi Alexandrowitsch Kosmodemjanski für die Aspirantur empfahl.
Bereits als Student arbeitete Jegorow im Moskauer Steklow-Institut für Mathematik (MIAN) der Akademie der Wissenschaften der UdSSR (AN-SSSR, seit 1991 Russische Akademie der Wissenschaften (RAN)) in der Abteilung für Mechanik bei Leonid Weniaminowitsch Keldysch. 1953 wurde die von Keldysch geleitete Abteilung die Abteilung für Angewandte Mathematik des MIAN, in der Jegorow nun arbeitete. Unter Dmitri Jewgenjewitsch Ochozimskis Leitung berechnete Jegorow erstmals Trajektorien für Raumfahrtflüge von der Erde zum Mond. 1957 wurde Jegorow nach Verteidigung seiner Kandidat-Dissertation zum Kandidaten der physikalisch-mathematischen Wissenschaften promoviert. Im April 1964 nahm Jegorow als Kandidat des IPM an dem Auswahlverfahren für die Woschod-Raumflüge teil. Er absolvierte die medizinische Prüfung im Zentralen Luftfahrtforschungshospital und wurde dann aber nicht zur Spezialausbildung zugelassen. Die erneute medizinische Prüfung 1966 nun als einer der Kandidaten der AN-SSSR bestand er nicht. 1966 wurde Keldyschs MIAN-Abteilung das neue Moskauer Institut für Angewandte Mathematik (IPM) der AN-SSSR. 1967 wurde Jegorow nach Verteidigung seiner Doktor-Dissertation zum Doktor der physikalisch-mathematischen Wissenschaften promoviert.
Anfang der 1970er Jahre wiederholte Jegorow mit einigen Kollegen im IPM die Computersimulationen Jay Wright Forresters und der Meadows-Gruppe, die eine ökologische Katastrophe zu Beginn des 21. Jahrhunderts vorhersagten. Die IPM-Gruppe verbesserte die Computermodelle und identifizierte als Grund für die unvermeidbare Katastrophe die Anarchie der kapitalistischen Produktion. 1976 ließ Keldysch sie diese Arbeiten wegen ihrer Bedeutungslosigkeit für die sozialistische Wirtschaft einstellen.
Ab 1973 lehrte Jegorow als Professor am Lehrstuhl für Theoretische Mechanik der mechanisch-physikalischen Fakultät der MGU.
Ab Ende der 1970er Jahre beschäftigte Jegorow sich auf Initiative Keldyschs 20 Jahre lang mit Problemen der medizinischen Diagnostik und der Computerisierung der Medizin. 1984 gründete er beim Wissenschaftlichen Rat der AN-SSSR für komplexe Probleme der Kybernetik das Laboratorium für Bioinformatik und leitete eine Abteilung ehrenamtlich. Jegorow war Autor bzw. Mitautor vieler Veröffentlichungen.
Jegorow besaß eine eigene Wohnung in Sotschi. Am 7. September 2001 wurde er dort vermisst.

## Ehrungen, Preise
- Leninpreis (1960)[1][2]
- Bronzemedaille der Ausstellung der Errungenschaften der Volkswirtschaft (1980)